# Arthur Bisneto
Arthur Virgílio do Carmo Ribeiro Bisneto, também conhecido como Arthur Bisneto (Brasília, 1 de outubro de 1979 – Manaus, 28 de maio de 2024), foi um político brasileiro, filiado ao Partido Liberal (PL). Foi vereador de Manaus, deputado estadual e deputado federal pelo estado do Amazonas.

## Carreira
Bisneto teve um mandato passageiro como vereador por Manaus (2000 - 2002) e, posteriormente, foi eleito deputado estadual pelo Amazonas por 3 mandatos consecutivos, entre 2003 e 2014. Foi o deputado federal mais votado de seu estado nas eleições de 2014, com 250.916, a maior votação percentual de um candidato a deputado federal em todo o Brasil (15,3%). Foi presidente do PSDB do Amazonas e vice-presidente da Assembleia Legislativa do Estado.
Na Câmara dos Deputados assumiu a vice-liderança do Bloco da Oposição. É membro titular na Comissão de Minas e Energia (CME) e na Comissão de Integração Nacional, Desenvolvimento Regional e da Amazônia (Cindra) e suplente na Comissão de Ciência e Tecnologia, Comunicação e Informática (CCTCI).
Em abril de 2017 votou a favor da Reforma Trabalhista. Em agosto de 2017 votou a favor do presidente Michel Temer, no processo em que se pedia abertura de investigação, e que poderia afastá-lo da presidência da república. O voto do deputado ajudou a arquivar a denúncia do Ministério Público Federal.

### Lista da Odebrecht
Em março de 2016 foi divulgada uma lista de políticos beneficiados em suas campanhas por financiamentos da Construtora Odebrecht (atual Novonor). Um dos nomes citados era "Arthur Virgílio". A principio pensou-se ser o pai, Arthur Virgílio Neto. No entanto o deputado Arthur Bisneto apressou-se em corrigir que, na verdade, o Arthur citado era ele. Disse o Deputado: "há uma turma querendo fingir que é meu pai que tá com problema… tentando macular meu pai por causa da eleição municipal". O deputado afirmou ter recebido R$ 500 mil de doação da Odebrecht para a campanha de 2014 via PSDB nacional, por intermédio da Usina Conquista do Pontal, uma empresa da Odebrecht Agroindustrial, e que o valor estaria declarado nas contas eleitorais. Afirmou ainda que esse valor já seria de conhecimento do juiz Sergio Moro, responsável pela Operação Lava Jato.

### Morte
Morreu aos 44 anos, em 28 de maio de 2024, após sofrer um infarto fulminante em sua residência no bairro Ponta Negra, em Manaus. Sua morte chocou a comunidade política e todos que acompanhavam sua trajetória..